# قصر عنبسة
قصر عنبسة هو أحد قصور المدينة المنورة التاريخية، ويقع في العقيق.

## تاريخ القصر
- ركب هشام بن عبد الملك ومعه عنبـسة بن سعيد بن العاص إلى العقيق، فمرَّ هشامٌ بموضع قصر عنبسة وهو جبل، فقال: نِعمَ موضع القصر يا أبا خالد، قد أقطعته لك. قال: يا أمير المؤمنين ومَنْ يقوى على ذلك؟ قال: فإني أُعينك عليه بعشرين ألف دينار. فدفعها عنبسة إلى ابنه عبد الله، وقال: إنك قد نزلت بين الأشياخ فانظر كيف تبني؟ وكان أوَّل مَنْ قارب بين القصور، ونزل إلى جنب عبد الله ابن عامر، فلما فرغ من القصر بنى ضفائره باللَّبن المطبوخ، قال له عنبسة: أما علمـت أن متنزهي المدينة يدقوُّن عليه العظام؟ ابنه بالحجارة المطابقة! ففعل، وبعث إليه هشام بأربعين بُختياً، فكان ينضح عليها الماء في مزارعه.

- عن إبراهيم بن محمد بن عبد العزيز [ عن ] الزُّهريِّ، عن بعض ولد عنبسة، قال: بينما عبد الله بن عنبسة نائمٌ في قاعة القصر، وعنده خَصِيٌّ له يذُبُّ عنه، وكان له غلام صُغْديٌّ يسقيهم الماء، إذ دخل عليه الصُّغديُّ فانتزع القِربة، ورأى عبد الله نائماً فشدَّ عليه بالخنجر كان معه، وثار الخصِيُّ يحول بينهما، فضربه بالخنجر حتى قتله، وانتبه عبد الله فاتقَّاه بوسادةٍ من ريش فضربه بها حتى خرقها، وتداعى عليه أهل القصر فأخذوه، وأمر به عبد الله بن عنبسة فَقُتل وصُلب بفناء القصر .

وكان قصر عنبسة فيما اصطُفي من أموال بني أُمية، ثم رُدَّ على عنبسة. 
وكان جعفر بن سليمان قد نزله، وابتنى إليه أرباضاً وسكَّنها حشمه، وعمر مزارعه وصهريجه، ثمَّ تحول منه إلى العرصة فابتنى بهاوسكنها .